# Galán (Santander)
Galán est une municipalité colombienne située dans le département de Santander.